# María de Huerva
María de Huerva ist eine Kleinstadt und Hauptort einer Gemeinde (municipio) mit 6.371 Einwohnern (Stand: 2024) in der spanischen Provinz Saragossa der Autonomen Gemeinschaft Aragonien. 

## Lage und Klima
María de Huerva liegt am Huerva etwa 13 Kilometer (Luftlinie) südwestlich der Provinzhauptstadt Saragossa in einer Höhe von ca. 340 m. Das Klima ist gemäßigt; Regen (ca. 382 mm/Jahr) fällt mit Ausnahme der eher trockenen Sommermonate übers Jahr verteilt.
Durch die Gemeinde führt die Autovía A-23. 

## Bevölkerungsentwicklung
| 1900 | 1910 | 1920 | 1930 | 1940 | 1950 | 1960 | 1970 | 1981 | 1991 | 2001 | 2011 | 2021 |
| ---- | ---- | ---- | ---- | ---- | ---- | ---- | ---- | ---- | ---- | ---- | ---- | ---- |
| 608  | 624  | 674  | 807  | 775  | 672  | 680  | 715  | 731  | 810  | 1303 | 5048 | 6021 |

Die Bevölkerungszahl war in den Jahren des 19. und 20. Jahrhunderts weitgehend stabil und erlebte erst ab den 2000er Jahren einen erheblichen Anstieg. Heute ist die Gemeinde eine Schlafstadt für Saragossa.

## Wirtschaft
Jahrhundertelang lebten die Bewohner des Ortes direkt oder indirekt als Selbstversorger. Ende des 20. Jahrhunderts wurde María de Huerva auch zu einer Siedlung für Pendler nach Saragossa. 

## Sehenswürdigkeiten
- Kirche Mariä Himmelfahrt
- Reste der Burg von María de Huerva

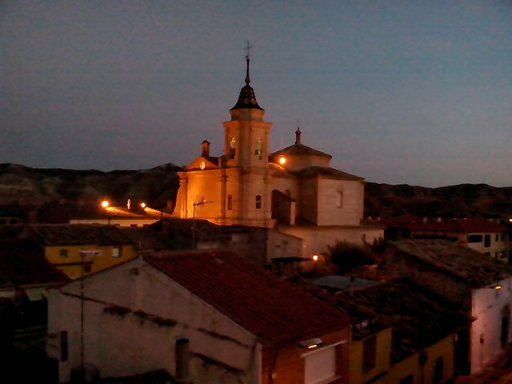
Kirche Mariä Himmelfahrt
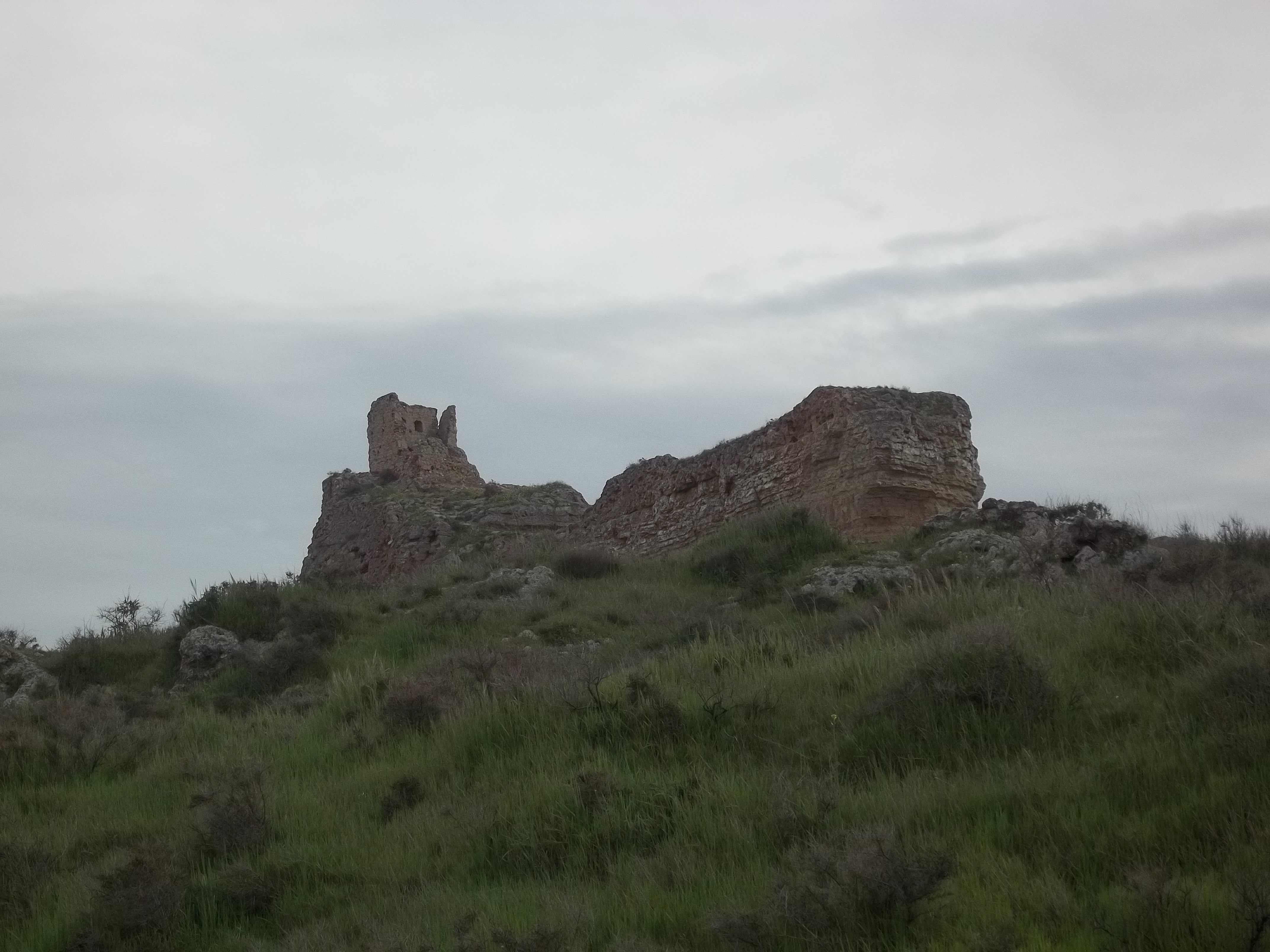
Burgruine